# Kai Manne Börje Siegbahn
Kai Manne Börje Siegbahn, švedski fizik, * 20. april 1918, Lund, Švedska, † 20. julij 2007, Ängelholm, Švedska.

## Življenje in delo
Siegbahn je bil sin Manneja Siegbahna, nobelovega nagrajenca za fiziko leta 1924, in Karin (rojene Högbom). Njegov starejši brat Bo (1915–2008) je bil diplomat in politik.
Doktoriral je leta 1944 na Visoki šoli v Stockholmu. Med letoma 1951 in 1954 je bil profesor na Kraljevem tehnološkem inštitutu, nato pa med letoma 1954 in 1984 profesor eksperimentalne fizike na Univerzi v Uppsali. Isto stolico je imel tudi njegov oče.
V letu 1981 je skupaj z Bloembergnom in Schawlowom prejel Nobelovo nagrado za fiziko za svoj doprinos k razvoju elektronske spektroskopije z visoko ločljivostjo. Razvil je metodo za elektronsko spektroskopijo za kemijsko analizo (ESCA), ki se sedaj običajno opisuje kot rentgenska fotoelektronska spektroskopija (XPS). Do svoje smrti je bil dejaven v Ångströmovem laboratoriju Univerze v Uppsali.